# Zwelwerk

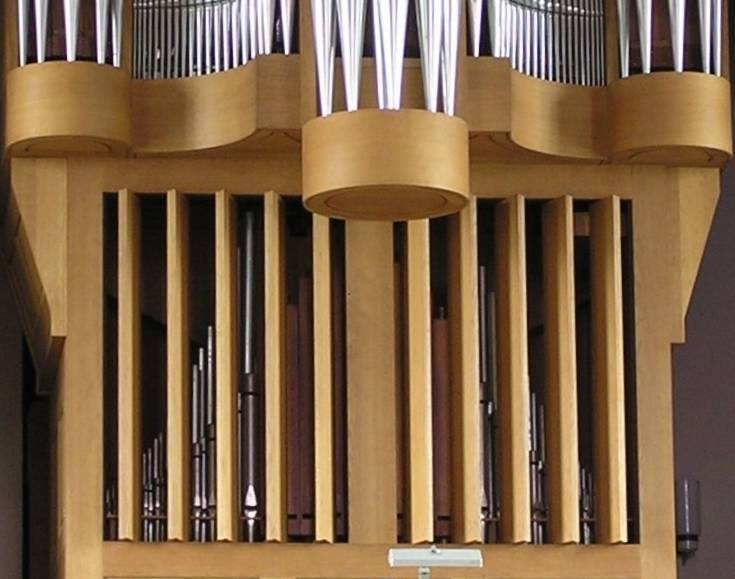
Geopende kast

Het zwelwerk of de zwelkast is een onderdeel van het pijporgel, waarbij het pijpwerk in een afgesloten kast staat met jaloezieën, die de toe- of afname van de klanksterkte regelen, waardoor het geluid aan"zwelt" of afneemt.
Deze inrichting is voor het eerst in Nederland geïntroduceerd door Johann Caspar Friederichs in 1821, toen deze het Bätzorgel in de Lutherse Kerk in Haarlem uitbreidde met een tweede manuaal met zwelwerk. Zwelkasten werden ook vaak gebruikt bij theaterorgels. Deze stonden dan vaak links en rechts naast het podium. Met deze zwelkasten kon het geluid bij een film heel realistisch worden overgebracht, passend bij de film. Deze zwelkasten zijn nog steeds te zien bij de nog in gebruik zijnde theaterorgels.
In zijn bevindingen noteerde Friederichs:
Waerlijck eene heerlijke vinding en tot nog toe de eenigste die in ons Lant bekend is
Vanaf midden 19e eeuw wordt het zwelwerk meer en meer toegepast, met name vanuit de muzikale eis tot meer dynamiek van het orgel.
Overigens kan een zwelkast ook om enkele registers en soms zelfs één register staan opgesteld.

## Romantische registers
Meestal bevat het zwelwerk de meer romantische registers en vaak ook de meeste strijkers. Op veel barokke orgels zit er vaak een viola da gamba 8 voet in het zwelwerk. Bij orgels uit de romantische periode zit de viola da gamba vaak op het hoofdwerk en zitten er meerdere andere strijkers in het zwelwerk zoals salicionaal, viola, voix céleste, gamba, dolce, tolkaan of portunaal.